# 国务院研究室
国务院研究室，简称国研室，是承担综合性政策研究和决策咨询任务的国务院办事机构，主要为国务院主要领导人服务。其财务及后勤服务由国务院办公厅代管。

## 职责
根据《国务院研究室职能配置、内设机构和人员编制规定》，国研室承担下列职能：
1. 负责组织或参与对改革开放和经济社会发展中的重大问题进行调查研究和决策咨询，提出政策性建议和咨询意见。
2. 负责起草《政府工作报告》，牵头组织国务院重要会议的文件起草，参与党中央重要会议的文件起草工作。
3. 根据国务院领导同志指示，单独或组织、协同有关方面起草、修改国务院有关重要文件，起草国务院领导同志部分重要讲话等文稿。
4. 对国内国际经济形势、各主要国家经济政策和社会发展政策进行分析和研究，提出政策建议。收集、分析、整理和报送经济社会发展的重要信息、动态，为国务院决策提供参考建议。
5. 承办国务院交办的其他事项。

## 机构设置
根据《国务院研究室职能配置、内设机构和人员编制规定》，国研室内设机构为正司局级，设置下列机构：

### 内设机构
- 秘书司（人事司、外事司）
- 综合研究一司（发展战略研究司）
- 综合研究二司
- 宏观经济研究司
- 国际研究司
- 工交贸易研究司
- 农村经济研究司
- 社会发展研究司
- 教科文卫研究司
- 信息研究司
- 机关党委

### 直属企业
- 中国言实出版社有限公司

## 历任领导
| 国务院研究室主任 1. 袁 木（1988年－1995年） 2. 王梦奎（1995年－1998年） 3. 桂世镛（1998年－2001年） 4. 魏礼群（2001年－2008年） 5. 谢伏瞻（2008年6月－2013年3月） 6. 宁吉喆（2013年8月－2015年8月） 7. 黄守宏（2016年7月－2024年9月） 8. 沈丹阳（2024年9月－） | 国务院研究室副主任 …… - 康旭平（2023年4月－） - 肖炎舜（2023年10月－） - 陈昌盛（2023年12月－） |